# IDM-Saison 2022
Bei der Internationalen Deutschen Motorradmeisterschaft 2022 wurden Titel in den Klassen IDM Superbike, IDM Supersport 600, IDM Supersport 300 und IDM Sidecar vergeben.

## Punkteverteilung
Meister wurde derjenige Fahrer beziehungsweise der Hersteller, der bis zum Saisonende die meisten Punkte erzielt hatte. Bei der Punkteverteilung wurden die Platzierungen im Gesamtergebnis des jeweiligen Rennens berücksichtigt. Die fünfzehn erstplatzierten Fahrer jedes Rennens erhielten Punkte nach folgendem Schema:
| Punkteverteilung | Punkteverteilung | Punkteverteilung | Punkteverteilung | Punkteverteilung | Punkteverteilung | Punkteverteilung | Punkteverteilung | Punkteverteilung | Punkteverteilung | Punkteverteilung | Punkteverteilung | Punkteverteilung | Punkteverteilung | Punkteverteilung | Punkteverteilung |
| ---------------- | ---------------- | ---------------- | ---------------- | ---------------- | ---------------- | ---------------- | ---------------- | ---------------- | ---------------- | ---------------- | ---------------- | ---------------- | ---------------- | ---------------- | ---------------- |
| Platz            | 1                | 2                | 3                | 4                | 5                | 6                | 7                | 8                | 9                | 10               | 11               | 12               | 13               | 14               | 15               |
| Punkte           | 25               | 20               | 16               | 13               | 11               | 10               | 9                | 8                | 7                | 6                | 5                | 4                | 3                | 2                | 1                |

In die Wertung kamen alle erzielten Punkte.

## Superbike 1000

### Wissenswertes
- Die Startaufstellung für das zweite Rennen wird ab Position 10 vom Zeittraining bestimmt. Die ersten neun Plätze werden durch das Ergebnis aus dem ersten Rennen bestimmt. In der dritten Startreihe stehen die drei erstplatzierten Fahrer. Die Plätze 1 und 3 werden getauscht. In der zweiten Startreihe stehen die Fahrer auf den Plätzen 7, 8 und 9. Die erste Reihe wird aus den Fahrern der Plätze 4, 5 und 6 gebildet.
- Markus Reiterberger sicherte sich zwei Rennwochenenden vor Saisonende seinen vierten IDM-Superbike-Titel.
- Beim Saisonfinale auf dem Hockenheimring ereignete sich im Training ein schwerer Unfall, bei dem Leon Langstädtler ums Leben kam.

### Rennergebnisse
| Nr. | Datum  | Rennen        | Pole-Position       | Lauf | Platz 1             | Platz 2             | Platz 3         | Schn. Rennrunde     | Gesamtführung       | Gesamtführung |
| Nr. | Datum  | Rennen        | Pole-Position       | Lauf | Platz 1             | Platz 2             | Platz 3         | Schn. Rennrunde     | Fahrer              | Konstrukteur  |
| --- | ------ | ------------- | ------------------- | ---- | ------------------- | ------------------- | --------------- | ------------------- | ------------------- | ------------- |
| 1   | 07.05. | Lausitzring   | Markus Reiterberger | 1    | Markus Reiterberger | Jan Mohr            | Julian Puffe    | Markus Reiterberger | Markus Reiterberger | BMW           |
| 1   | 08.05. | Lausitzring   | Markus Reiterberger | 2    | Markus Reiterberger | Toni Finsterbusch   | Julian Puffe    | Markus Reiterberger | Markus Reiterberger | BMW           |
| 2   | 22.05. | Oschersleben  | Florian Alt         | 1    | Florian Alt         | Markus Reiterberger | Wladimir Leonow | Markus Reiterberger | Markus Reiterberger | BMW           |
| 2   | 23.05. | Oschersleben  | Florian Alt         | 2    | Markus Reiterberger | Florian Alt         | Wladimir Leonow | Markus Reiterberger | Markus Reiterberger | BMW           |
| 3   | 26.06. | Most          | Markus Reiterberger | 1    | Markus Reiterberger | Florian Alt         | Leandro Mercado | Markus Reiterberger | Markus Reiterberger | BMW           |
| 3   | 26.06. | Most          | Markus Reiterberger | 2    | Markus Reiterberger | Toni Finsterbusch   | Leon Haslam     | Markus Reiterberger | Markus Reiterberger | BMW           |
| 4   | 24.07. | Schleiz       | Markus Reiterberger | 1    | Markus Reiterberger | Florian Alt         | Julian Puffe    | Markus Reiterberger | Markus Reiterberger | BMW           |
| 4   | 24.07. | Schleiz       | Markus Reiterberger | 2    | Markus Reiterberger | Florian Alt         | Julian Puffe    | Markus Reiterberger | Markus Reiterberger | BMW           |
| 5   | 14.08. | Assen         | Markus Reiterberger | 1    | Markus Reiterberger | Loris Baz           | Florian Alt     | Loris Baz           | Markus Reiterberger | BMW           |
| 5   | 14.08. | Assen         | Markus Reiterberger | 2    | Markus Reiterberger | Loris Baz           | Leandro Mercado | Markus Reiterberger | Markus Reiterberger | BMW           |
| 6   | 04.09. | Red Bull Ring | Florian Alt         | 1    | Markus Reiterberger | Florian Alt         | Leandro Mercado | Leandro Mercado     | Markus Reiterberger | BMW           |
| 6   | 04.09. | Red Bull Ring | Florian Alt         | 2    | Markus Reiterberger | Florian Alt         | Leandro Mercado | Markus Reiterberger | Markus Reiterberger | BMW           |
| 7   | 25.09. | Hockenheim    | Florian Alt         | 1    | Markus Reiterberger | Dominik Vincon      | Kamil Krzemien  | Luca Grünwald       | Markus Reiterberger | BMW           |
| 7   | 25.09. | Hockenheim    | Florian Alt         | 2    | Florian Alt         | Markus Reiterberger | Luca Grünwald   | Florian Alt         | Markus Reiterberger | BMW           |

### Fahrerwertung

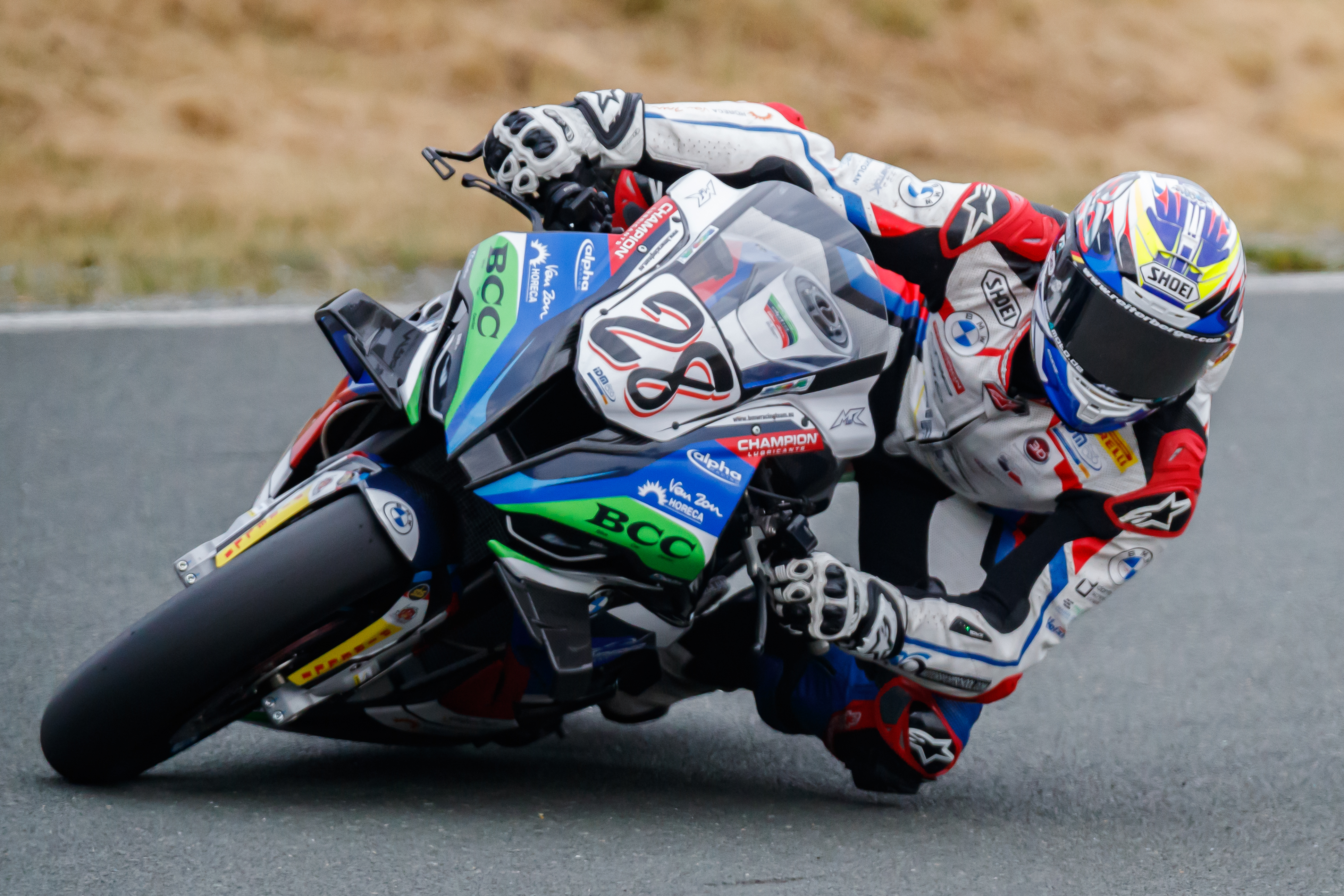
Markus Reiterberger

| Pos.                                | Fahrer                | Motorrad            | Rennstall                                                            | LAU | LAU | OSC | OSC | MOS | MOS | SCH | SCH | NED | NED | RBR | RBR | HOC | HOC | Gesamt |
| Pos.                                | Fahrer                | Motorrad            | Rennstall                                                            | L1  | L2  | L1  | L2  | L1  | L2  | L1  | L2  | L1  | L2  | L1  | L2  | L1  | L2  | Gesamt |
| ----------------------------------- | --------------------- | ------------------- | -------------------------------------------------------------------- | --- | --- | --- | --- | --- | --- | --- | --- | --- | --- | --- | --- | --- | --- | ------ |
| 1                                   | Markus Reiterberger   | BMW M 1000 RR       | BCC-ALPHA-VAN ZON RACING TEAM                                        | 1   | 1   | 2   | 1   | 1   | 1   | 1   | 1   | 1   | 1   | 1   | 1   | 1   | 2   | 340    |
| 2                                   | Florian Alt           | BMW M 1000 RR       | Wilbers-BMW-Racing                                                   | DNF | DNF | 1   | 2   | 2   | 4   | 2   | 2   | 3   | DNF | 2   | 2   | 5   | 1   | 216    |
| 3                                   | Rob Hartog            | Yamaha YZF-R 1      | Team SWPN                                                            | 6   | 11  | 5   | 6   | 11  | 7   | 4   | 4   | 4   | 5   | 6   | 5   | 7   | 5   | 147    |
| 4                                   | Pepijn Bijsterbosch   | BMW M 1000 RR       | BCC-ALPHA-VAN ZON RACING TEAM                                        | 5   | 6   | 7   | 8   | 10  | 13  | 5   | 5   | 5   | 4   | 4   | 7   | 9   | 7   | 139    |
| 5                                   | Kamil Krzemien        | BMW M 1000 RR       | BCC-ALPHA-VAN ZON RACING TEAM                                        | 8   | 7   | 8   | 5   | 13  | 11  | 6   | 14  | DNF | 7   | 8   | 6   | 3   | 5   | 119    |
| 6                                   | Bastien Mackels       | Kawasaki ZX-10RR    | Kawasaki Weber Motos Racing                                          | 4   | 5   | DNS | DNS | INJ | INJ | 7   | 7   | DNF | 5   | 7   | 4   | 6   | 8   | 95     |
| 7                                   | Julian Puffe          | BMW M 1000 RR       | GERT56                                                               | 3   | 3   | DNF | 7   | 8   | 6   | 3   | 3   | DNS | DNS | INJ | INJ | INJ | INJ | 91     |
| 8                                   | Leandro Mercado       | Honda CBR 1000 RR-R | HRP Holzhauer Racing Promotion                                       |     |     |     |     | 3   | 16  | DNF | 6   | 6   | 3   | 3   | 3   |     |     | 90     |
| 9                                   | Toni Finsterbusch     | BMW M 1000 RR       | GERT56                                                               | DNF | 2   | 4   | 4   | 5   | 2   | DNF | WD  | INJ | INJ | INJ | INJ | INJ | INJ | 77     |
| 10                                  | Jan Mohr              | BMW M 1000 RR       | BCC-ALPHA-VAN ZON RACING TEAM                                        | 2   | 4   | 6   | DNF | 6   | 5   | DNF | WD  | INJ | INJ | INJ | INJ | INJ | INJ | 64     |
| 11                                  | Philipp Steinmayr     | Yamaha YZF-R 1      | Eder Racing                                                          | 16  | 14  | 11  | 10  | 14  | 8   | 10  | 10  | 9   | 11  | 11  | 9   | DNS | DNS | 63     |
| 12                                  | Luca Grünwald         | Honda CBR 1000 RR-R | HRP Holzhauer Racing Promotion                                       | INJ | INJ | INJ | INJ | INJ | INJ | INJ | INJ | INJ | INJ | 5   | 8   | 4   | 3   | 51     |
| 13                                  | Daniel Kartheininger  | Yamaha YZF-R 1      | Hertrampf MO Yamaha Racing                                           | 7   | 10  | DNF | 11  | DNF | 9   | 9   | 8   | DNS | DNS | 12  | 12  | 18  | DNF | 51     |
| 14                                  | Sandro Wagner         | BMW M 1000 RR       | MotoLife                                                             | 9   | 8   | 14  | 15  | DNF | DNF | 12  | 15  | 8   | 10  | 15  | 14  | DNS | DNS | 44     |
| 15                                  | Max Schmidt           | Yamaha YZF-R 1      | Hertrampf MO Yamaha Racing                                           | 17  | DNF | 12  | DNF | 22  | DNF | 7   | 13  | 13  | 16  | 9   | 9   | DNS | DNS | 43     |
| 16                                  | Wladimir Leonow       | Yamaha YZF-R 1      | Hertrampf MO Yamaha Racing                                           |     |     | 3   | 3   | 7   | DNF |     |     |     |     |     |     |     |     | 41     |
| 17                                  | Ricardo Brink         | BMW M 1000 RR       | RR SOCIA RACING TeamNL                                               | 13  | 13  | DNF | DNS | 9   | DNF | 11  | 12  | DNF | DNF | 17  | 18  | 8   | DNF | 33     |
| 18                                  | Gabriel Noderer       | BMW S 1000 RR       | Kiefer Racing                                                        | 12  | 16  | 9   | 12  | DNF | 14  | DNF | DNF |     |     | DNF | DNF | 7   | 9   | 32     |
| 19                                  | Leon Haslam           | Kawasaki ZX-10RR    | Kawasaki Weber Motos Racing                                          |     |     |     |     | 4   | 3   |     |     |     |     |     |     |     |     | 29     |
| 20                                  | Hikari Okubo          | Honda CBR 1000 RR-R | HRP Holzhauer Racing Promotion                                       | 10  | 9   | 9   | 9   |     |     |     |     |     |     |     |     |     |     | 27     |
| 21                                  | Paul Fröde            | Honda CBR 1000 RR-R | HRP Holzhauer Racing Promotion                                       | 15  | 12  | 17  | 13  | 19  | DNF | 15  | DNF | DNF | 9   | 19  | 17  | 14  | 13  | 25     |
| 22                                  | Daniel Rubin          | Yamaha YZF-R 1      | Rubin Racing Team                                                    | 18  | DNF | 16  | 16  | 22  | 17  | 17  | 17  | DNF | 8   | 16  | 13  | 12  | 11  | 23     |
| 23                                  | Nico Thöni            | Kawasaki ZX-10RR    | Kawasaki Weber Motos Racing                                          |     |     |     |     | 12  | 12  |     |     |     |     | 9   | 10  |     |     | 22     |
| 24                                  | Côme Geenen           | BMW S 1000 RR       | Vigenon Racing Team                                                  | 19  | 17  | 15  | 14  | 17  | DNF | 13  | DNF | DNF | DNF | 10  | 15  | 15  | 12  | 21     |
| 25                                  | Jeroen Hilster        | BMW M 1000 RR       | RR SOCIA RACING TeamNL                                               | 11  | 20  | 13  | DNF | 18  | DNF | 14  | 13  | DNF | DNF |     |     | 13  | DNF | 19     |
| 26                                  | Leon Langstädtler (†) | BMW S 1000 RR       | ADAC Hessen-Thüringen e.V. / F73 Academy / Werk 2 Racing Team by MCA | 14  | 15  | DNF | DNS | 15  | DNF | 16  | 16  | DNF | 12  | 14  | 11  | WD  | WD  | 18     |
| 27                                  | Björn Stuppi          | BMW S 1000 RR       | Kiefer Racing                                                        | 20  | 18  | DNF | 17  | 24  | DNF | DNF | DNF | 11  | 14  | 20  | 19  | 16  | 14  | 14     |
| 28                                  | Marc Neumann          | BMW M 1000 RR       | Neumann Racing by Tommy Wagner                                       |     |     |     |     | 23  | DNF | 18  | DNF |     |     |     |     |     |     |        |
| Gaststarter: Nicht punkteberechtigt |                       |                     |                                                                      |     |     |     |     |     |     |     |     |     |     |     |     |     |     |        |
|                                     | Loris Baz             | BMW M 1000 RR       | Bonovo Action BMW                                                    |     |     |     |     |     |     |     |     | 2   | 2   |     |     |     |     |        |
|                                     | Dominik Vincon        | BMW M 1000 RR       | GERT56                                                               |     |     |     |     |     |     |     |     |     |     |     |     | 2   | 6   |        |
|                                     | Marc-Reiner Schmidt   | BMW M 1000 RR       | Neumann Racing by Tommy Wagner                                       |     |     |     |     | 16  | 10  | 7   | 9   |     |     |     |     |     |     |        |
|                                     | Jonathan Nessjøen     | Yamaha YZF-R 1      | Yamaha Team Scandinavia                                              |     |     |     |     |     |     |     |     | 10  | DNF |     |     | 17  | 15  |        |
|                                     | Thomas Hainthaler     | Yamaha YZF-R 1      |                                                                      | DNF | 19  |     |     | 21  | 18  |     |     |     |     |     |     |     |     |        |
|                                     | Ireneusz Sikora       | BMW M 1000 RR       | BMW Sikora Motorsport                                                |     |     |     |     |     |     |     |     |     |     | 18  | DNF |     |     |        |
|                                     | Michael Ghilhardi     | Yamaha YZF-R 1      | Moto Mader Motorsport powered by Luxury Custom                       |     |     |     |     |     |     |     |     |     |     |     |     | DNS | DNS |        |

### Konstrukteurswertung
| 1 | BMW      | 626 |
| 2 | Yamaha   | 272 |
| 3 | Honda    | 190 |
| 4 | Kawasaki | 136 |

## Supersport

### Rennergebnisse
| Nr. | Datum  | Rennen        | Pole-Position        | Lauf | Platz 1              | Platz 2              | Platz 3              | Schn. Rennrunde      | Gesamtführender |
| --- | ------ | ------------- | -------------------- | ---- | -------------------- | -------------------- | -------------------- | -------------------- | --------------- |
| 1   | 07.05. | Lausitzring   | Max Enderlein        | 1    | Max Enderlein        | Thomas Gradinger     | Luca de Vleeschauwer | Max Enderlein        | Max Enderlein   |
| 1   | 08.05. | Lausitzring   | Max Enderlein        | 2    | Max Enderlein        | Thomas Gradinger     | Christoph Beinlich   | Max Enderlein        | Max Enderlein   |
| 2   | 22.05. | Oschersleben  | Max Enderlein        | 1    | Max Enderlein        | Andreas Kofler       | Christoph Beinlich   | Christoph Beinlich   | Max Enderlein   |
| 2   | 23.05. | Oschersleben  | Max Enderlein        | 2    | Max Enderlein        | Luca de Vleeschauwer | Andreas Kofler       | Luca de Vleeschauwer | Max Enderlein   |
| 3   | 26.06. | Most          | Glenn van Straalen   | 1    | Raffaele De Rosa     | Glenn van Straalen   | Patrick Hobelsberger | Raffaele De Rosa     | Max Enderlein   |
| 3   | 26.06. | Most          | Glenn van Straalen   | 2    | Raffaele De Rosa     | Glenn van Straalen   | Patrick Hobelsberger | Raffaele De Rosa     | Max Enderlein   |
| 4   | 24.07. | Schleiz       | Max Enderlein        | 1    | Max Enderlein        | Luca de Vleeschauwer | Twan Smits           | Luca de Vleeschauwer | Max Enderlein   |
| 4   | 24.07. | Schleiz       | Max Enderlein        | 2    | Max Enderlein        | Twan Smits           | Luca de Vleeschauwer | Twan Smits           | Max Enderlein   |
| 5   | 14.08. | Assen         | Glenn van Straalen   | 1    | Glenn van Straalen   | Melvin van der Voort | Sander Kroeze        | Glenn van Straalen   | Max Enderlein   |
| 5   | 14.08. | Assen         | Glenn van Straalen   | 2    | Glenn van Straalen   | Melvin van der Voort | Luca de Vleeschauer  | Glenn van Straalen   | Max Enderlein   |
| 6   | 04.09. | Red Bull Ring | Patrick Hobelsberger | 1    | Patrick Hobelsberger | Melvin van der Voort | Twan Smits           | Patrick Hobelsberger | Max Enderlein   |
| 6   | 04.09. | Red Bull Ring | Patrick Hobelsberger | 2    | Patrick Hobelsberger | Twan Smits           | Melvin van der Voort | Patrick Hobelsberger | Max Enderlein   |
| 7   | 25.09. | Hockenheim    | Melvin van der Voort | 1    | Melvin van der Voort | Luca de Vleeschauwer | Severin Bingisser    | Melvin van der Voort | Max Enderlein   |
| 7   | 25.09. | Hockenheim    | Melvin van der Voort | 2    | Melvin van der Voort | Twan Smits           | Milan Merckelbagh    | Melvin van der Voort | Max Enderlein   |

### Fahrerwertung
| Pos.                                | Fahrer               | Motorrad                 | Rennstall                                   | LAU | LAU | OSC | OSC | MOS | MOS | SCH | SCH | NED | NED | RBR | RBR | HOC | HOC | Gesamt |
| Pos.                                | Fahrer               | Motorrad                 | Rennstall                                   | L1  | L2  | L1  | L2  | L1  | L2  | L1  | L2  | L1  | L2  | L1  | L2  | L1  | L2  | Gesamt |
| ----------------------------------- | -------------------- | ------------------------ | ------------------------------------------- | --- | --- | --- | --- | --- | --- | --- | --- | --- | --- | --- | --- | --- | --- | ------ |
| 1                                   | Max Enderlein        | Yamaha YZF-R 6           | M32 Racing Team                             | 1   | 1   | 1   | 1   | 4   | 5   | 1   | 1   | 7   | 8   | 6   | 6   | DNS | 4   | 251    |
| 2                                   | Melvin van der Voort | Yamaha YZF-R 6           | Team SWPN                                   | 12  | 8   | 4   | DNF | 15  | 10  | 5   | 4   | 2   | 2   | 2   | 3   | 1   | 1   | 208    |
| 3                                   | Luca de Vleeschauer  | Kawasaki ZX-6 R          | Kawasaki Weber Motos Racing                 | 3   | 4   | DNF | 2   | 6   | 8   | 2   | 3   | 5   | 3   | 7   | DNF | 2   | DNF | 174    |
| 4                                   | Twan Smits           | Yamaha YZF-R 6           | Team Apreco                                 | DNF | 12  | 7   | 16  | 10  | 9   | 3   | 2   | 8   | 6   | 3   | 2   | 7   | 2   | 167    |
| 5                                   | Andreas Kofler       | Kawasaki ZX-6 R          | Kawasaki Schnock Team Motorex               | 4   | 4   | 2   | 3   | 7   | 7   | 7   | 7   | 4   | 7   | 5   | 4   | DNF | 7   | 167    |
| 6                                   | Jan-Ole Jähnig       | Yamaha YZF-R 6           | M32 Racing Team                             | 5   | 7   | 5   | 5   | DNF | DNF | 4   | 5   | 6   | 5   | 4   | DNF | 11  | 6   | 127    |
| 7                                   | Christoph Beinlich   | Yamaha YZF-R 6           | Roto-Store BRT                              | DNF | 3   | 3   | DNF | 8   | 11  | 6   | 6   | 13  | 12  | 12  | 12  | 8   | 5   | 117    |
| 8                                   | Yves Stadelmann      | Yamaha YZF-R 6           | Kiefer Racing                               | 6   | 6   | 8   | 7   | 9   | 12  | 9   | 8   | DNF | 10  | 8   | 8   | DSQ | DNF | 99     |
| 9                                   | Severin Bingisser    | Kawasaki ZX-6 R          | Kawasaki Schnock Team Motorex               | DNF | 11  | 9   | 9   | 13  | 13  | 10  | 17  | 11  | 13  | 13  | 11  | 3   | 19  | 88     |
| 10                                  | Milan Merckelbagh    | Yamaha YZF-R 6           | Hertrampf MO Yahmaha Racing                 | 7   | 9   | 6   | 4   | DNF | DNS | 8   | 9   | 10  | 11  | 10  | 9   | DSQ | 3   | 87     |
| 11                                  | Thomas Gradinger     | Yamaha YZF-R 6           | Eder Racing                                 | 2   | 2   | DNS | DNS | 5   | 4   | DNS | DNS | INJ | INJ | INJ | INJ | INJ | INJ | 85     |
| 12                                  | Koen Meuffels        | Yamaha YZF-R 6           | MVR Racing                                  | 8   | 13  | DNF | 8   | 11  | 14  | 11  | DNF | DNF | DNS | 9   | 10  | 4   | 8   | 76     |
| 13                                  | Micky Winkler        | Kawasaki ZX-6 R          | Kawasaki Weber Motos Racing                 | 9   | 10  | 10  | 10  | 12  | DNF | 12  | 11  | 14  | 14  | 16  | DNF | DNS | WD  | 46     |
| 14                                  | Leon Lambing         | Yamaha YZF-R 6           | MVR Racing                                  | 10  | 14  | 18  | 15  | 22  | 16  | 17  | 15  | 25  | 23  | 14  | 14  | 5   | 13  | 40     |
| 15                                  | Julius Caesar Rörig  | Yamaha YZF-R 6           | MCA Racing                                  |     |     |     |     | 14  | 15  | 14  | 10  | 16  | 19  | DNF | 18  | 14  | 15  | 34     |
| 16                                  | Wiljan van Wikselaar | Yamaha YZF-R 6           | RR SOCIA RACING Team NL                     | DNF | 16  | 15  | 12  | DNF | DNS | 19  | 14  | 15  | 17  | 18  | 19  | 10  | 12  | 35     |
| 17                                  | Nicolai Kraft        | Yamaha YZF-R 6           | Rubin Racing Team                           |     |     |     |     |     |     |     |     | 21  | 18  |     |     | 6   | 11  | 22     |
| 18                                  | Rick Dunnik          | Yamaha YZF-R 6           | Zuwi-HDRacing                               | DNF | DNF | 11  | DNF | 17  | 17  | 13  | 13  | 23  | 22  |     |     |     |     | 19     |
| 19                                  | Roy Voermans         | Yamaha YZF-R 6           | Zuwi-HDRacing                               | 13  | 15  | 17  | DNF | DNF | 18  | INJ | INJ | 24  | 21  | 20  | 20  | DNF | 14  | 14     |
| 20                                  | Noah Lequeux         | Yamaha YZF-R 6           | Jracingsupport                              |     |     | 12  | 11  | DNF | DNF |     |     |     |     |     |     |     |     | 10     |
| 21                                  | Philipp Stich        | Yamaha YZF-R 6           | PS13 Racing                                 | 11  | 17  | 13  | DNF |     |     | 15  | DNF |     |     | 22  | 23  |     |     | 9      |
| 22                                  | Jef van Calster      | Yamaha YZF-R 6           | B.art Racing Team                           |     |     |     |     | 21  | 22  |     |     | DNF | 25  | 21  | 21  | 13  | 17  | 7      |
| 23                                  | Bastian Ubl          | Yamaha YZF-R 6           | MCA Racing                                  | 15  | 18  | 16  | 13  |     |     |     |     |     |     |     |     |     |     | 5      |
| 24                                  | Jakob Furtner        | Kawasaki ZX-6 R          | Kawasaki Schnock Team Motorex               | DNF | WD  | 20  | 17  | 16  | 21  | 18  | 16  | 27  | 27  | 23  | 22  | DNS | WD  | 5      |
| 25                                  | Anne van Galen       | Yamaha YZF-R 6           | RR SOCIA RACING Team NL                     | 14  | 19  | 14  | DNF |     |     |     |     |     |     |     |     |     |     | 4      |
| 26                                  | Martin Simonsen      | Yamaha YZF-R 6           | Simonsen Racing DK                          | DNS | 20  | 19  | 14  | 19  | DNF | DNF | 18  | 28  | 26  | DNF | 24  | DNF | DNS | 4      |
| 27                                  | Patrik Carda         | Yamaha YZF-R 6           | MotoLife                                    |     |     |     |     | 24  | DNF |     |     |     |     |     |     |     |     | 0      |
| Gaststarter: Nicht punkteberechtigt |                      |                          |                                             |     |     |     |     |     |     |     |     |     |     |     |     |     |     |        |
|                                     | Glenn van Straalen   | Yamaha YZF-R 6           | EAB Racing                                  |     |     |     |     | 2   | 2   |     |     | 1   | 1   |     |     |     |     |        |
|                                     | Patrick Hobelsberger | Yamaha YZF-R 6           | Kallio Racing                               |     |     |     |     | 3   | 3   |     |     |     |     | 1   | 1   |     |     |        |
|                                     | Raffaele De Rosa     | Ducati Panigale V2       | Orelac Racing WSSP                          |     |     |     |     | 1   | 1   |     |     |     |     |     |     |     |     |        |
|                                     | Sander Kroeze        | Yamaha YZF-R 6           |                                             |     |     |     |     |     |     |     |     | 3   | DNF |     |     |     |     |        |
|                                     | Victor Steeman       | Yamaha YZF-R 6           | RR SOCIA RACING TeamNL                      |     |     |     |     |     |     |     |     | 9   | 4   |     |     |     |     |        |
|                                     | Damien Raemy         | Yamaha YZF-R 6           | rbs-RaceTech                                |     |     | DNF | 6   |     |     |     |     |     |     | 15  | 13  | DNF | 9   |        |
|                                     | Leonardo Taccini     | Yamaha YZF-R 6           | Ten Kate Racing Yamaha                      |     |     |     |     | 23  | 6   |     |     |     |     |     |     |     |     |        |
|                                     | Lukas Trautmann      | Yamaha YZF-R 6           | Eder Racing                                 |     |     |     |     |     |     |     |     |     |     | 11  | 7   |     |     |        |
|                                     | Vincent Falcone      | Yamaha YZF-R 6           | TFC Racing Junior Team                      |     |     |     |     |     |     |     |     | 12  | 9   |     |     |     |     |        |
|                                     | Jerry van de Bunt    | MV Agusta F3 800 RR      | LJ Racing                                   |     |     |     |     |     |     |     |     | 17  | 16  | 17  | 16  | 9   | DNF |        |
|                                     | Sandro Furter        | Kawasaki ZX-6 R          | Kawasaki Schnock Team Motorex               |     |     |     |     |     |     |     |     |     |     |     |     | 12  | 16  |        |
|                                     | Till Belczykowski    | Yamaha YZF-R 6           | Team 77 by TGRT                             |     |     |     |     |     |     | 16  | 12  |     |     |     |     |     |     |        |
|                                     | Marcel Blersch       | Yamaha YZF-R 6           | ADAC Württemberg e.V-RacingTeam UpperSwabia |     |     |     |     |     |     |     |     |     |     | DNS | WD  | 15  | 18  |        |
|                                     | Freddie Heinrich     | Yamaha YZF-R 6           | MotoLife                                    |     |     |     |     |     |     |     |     | 19  | 15  |     |     |     |     |        |
|                                     | Jonáš Kocourek       | Yamaha YZF-R 6           | Genius Jok56 Racing Team                    |     |     |     |     |     |     |     |     |     |     | DNS | 15  |     |     |        |
|                                     | Filip Feigl          | Triumph Street Triple RS | Genius Racing Team                          |     |     |     |     |     |     |     |     |     |     | 19  | 17  |     |     |        |
|                                     | Marek Pejchl         | Kawasaki ZX-6 R          | Brno Circuit Junior Racing Team             |     |     |     |     | 18  | 19  |     |     | 29  | 28  |     |     |     |     |        |
|                                     | Eddie de Boer        | Yamaha YZF-R 6           | MVR Racing                                  |     |     |     |     |     |     |     |     | 18  | DNF |     |     |     |     |        |
|                                     | Peter Feigl          | Triumph Street Triple RS | Genius Racing Team                          |     |     |     |     | 20  | 20  |     |     | 30  | DNF | 24  | 25  |     |     |        |
|                                     | Finn de Bruin        | Yamaha YZF-R 6           | Pearle Gebben Racing                        |     |     |     |     |     |     |     |     | DNF | 20  |     |     |     |     |        |
|                                     | Louis van Whije      | Yamaha YZF-R 6           | MCG racing by rembrands/machine fabriek MMB |     |     |     |     |     |     |     |     | 20  | DNF |     |     |     |     |        |
|                                     | Leon Stolte          | Yamaha YZF-R 6           | Start Racing                                |     |     |     |     |     |     |     |     | 22  | 24  |     |     |     |     |        |
|                                     | Ken Mohr             | Yamaha YZF-R 6           | Mohr Racing                                 |     |     |     |     |     |     |     |     |     |     |     |     | DNQ | DNQ |        |

| Farbe         | Bedeutung                               |
| ------------- | --------------------------------------- |
| Gold          | Sieger                                  |
| Silber        | 2. Platz                                |
| Bronze        | 3. Platz                                |
| Grün          | Platzierung in den Punkten              |
| Blau          | Klassifiziert außerhalb der Punkteränge |
| Violett       | Rennen nicht beendet (DNF)              |
| Violett       | nicht klassifiziert (NC)                |
| Rot           | nicht qualifiziert (DNQ)                |
| Schwarz       | disqualifiziert (DSQ)                   |
| Weiß          | nicht am Start (DNS)                    |
| Weiß          | zurückgezogen (WD)                      |
| Weiß          | Rennen abgesagt (C)                     |
| ohne Farbe    | nicht am Training teilgenommen (DNP)    |
| ohne Farbe    | verletzt oder krank (INJ)               |
| ohne Farbe    | ausgeschlossen (EX)                     |
| ohne Farbe    | nicht erschienen (DNA)                  |
| fett          | Pole-Position                           |
| kursiv        | Schnellste Rennrunde                    |
| unterstrichen | WM-Führung                              |
| hochgestellt  | Platzierung im Sprintrennen             |

## Supersport 300

### Rennergebnisse
| Nr. | Datum  | Rennen        | Pole-Position     | Lauf | Platz 1           | Platz 2           | Platz 3           | Schn. Rennrunde   | Gesamtführung     | Gesamtführung |
| Nr. | Datum  | Rennen        | Pole-Position     | Lauf | Platz 1           | Platz 2           | Platz 3           | Schn. Rennrunde   | Fahrer            | Konstrukteur  |
| --- | ------ | ------------- | ----------------- | ---- | ----------------- | ----------------- | ----------------- | ----------------- | ----------------- | ------------- |
| 1   | 07.05. | Lausitzring   | Scott Deroue      | 1    | Lennox Lehmann    | Leo Rammerstorfer | Marvin Siebdrath  | Lennox Lehmann    | Lennox Lehmann    | KTM           |
| 1   | 08.05. | Lausitzring   | Scott Deroue      | 2    | Marvin Siebdrath  | Scott Deroue      | Jorke Erwig       | Troy Beinlich     | Marvin Siebdrath  | KTM           |
| 2   | 22.05. | Oschersleben  | Marvin Siebdrath  | 1    | Scott Deroue      | Marvin Siebdrath  | Walid Khan        | Máté Számadó      | Marvin Siebdrath  | KTM           |
| 2   | 23.05. | Oschersleben  | Marvin Siebdrath  | 2    | Walid Khan        | Leo Rammerstorfer | Máté Számadó      | Walid Khan        | Leo Rammerstorfer | KTM           |
| 3   | 25.06. | Most          | Leo Rammerstorfer | 1    | Walid Khan        | Marvin Siebdrath  | Lennox Lehmann    | Máté Számadó      | Marvin Siebdrath  | KTM           |
| 3   | 26.05. | Most          | Leo Rammerstorfer | 2    | Leo Rammerstorfer | Máté Számadó      | Troy Alberto      | Walid Khan        | Leo Rammerstorfer | KTM           |
| 4   | 23.07. | Schleiz       | Lennox Lehmann    | 1    | Leo Rammerstorfer | Lennox Lehmann    | Marvin Siebdrath  | Leo Rammerstorfer | Leo Rammerstorfer | KTM           |
| 4   | 24.07. | Schleiz       | Lennox Lehmann    | 2    | Lennox Lehmann    | Marvin Siebdrath  | Máté Számadó      | Lennox Lehmann    | Leo Rammerstorfer | KTM           |
| 5   | 14.08. | Assen         | Dirk Geiger       | 1    | Dirk Geiger       | Scott Deroue      | Lennox Lehmann    | Scott Deroue      | Marvin Siebdrath  | KTM           |
| 5   | 14.08. | Assen         | Dirk Geiger       | 2    | Dirk Geiger       | Scott Deroue      | Lennox Lehmann    | Scott Deroue      | Leo Rammerstorfer | KTM           |
| 6   | 04.09. | Red Bull Ring | Dirk Geiger       | 1    | Leo Rammerstorfer | Walid Khan        | Lennox Lehmann    | Walid Khan        | Leo Rammerstorfer | KTM           |
| 6   | 04.09. | Red Bull Ring | Dirk Geiger       | 2    | Scott Deroue      | Walid Khan        | Marvin Siebdrath  | Scott Deroue      | Leo Rammerstorfer | KTM           |
| 7   | 25.09. | Hockenheim    | Dirk Geiger       | 1    | Dirk Geiger       | Marvin Siebdrath  | Leo Rammerstorfer | Dirk Geiger       | Leo Rammerstorfer | KTM           |
| 7   | 25.09. | Hockenheim    | Dirk Geiger       | 2    | Walid Khan        | Marvin Siebdrath  | Dirk Geiger       | Dirk Geiger       | Marvin Siebdrath  | KTM           |

### Fahrerwertung
| Pos.                                | Fahrer              | Motorrad           | Rennstall                                  | LAU | LAU | OSC | OSC | MOS | MOS | SCH | SCH | NED | NED | RBR | RBR | HOC | HOC | Gesamt |
| Pos.                                | Fahrer              | Motorrad           | Rennstall                                  | L1  | L2  | L1  | L2  | L1  | L2  | L1  | L2  | L1  | L2  | L1  | L2  | L1  | L2  | Gesamt |
| ----------------------------------- | ------------------- | ------------------ | ------------------------------------------ | --- | --- | --- | --- | --- | --- | --- | --- | --- | --- | --- | --- | --- | --- | ------ |
| 1                                   | Marvin Siebdrath    | Kawasaki Ninja 400 | Füsport - RT Motorsports by SKM - Kawasaki | 3   | 1   | 2   | 18  | 2   | 4   | 3   | 2   | 6   | 7   | 5   | 3   | 2   | 2   | 224    |
| 2                                   | Leo Rammerstorfer   | KTM RC390R         | Freudenberg KTM World SSP Team             | 2   | 4   | 6   | 2   | 4   | 1   | 1   | 6   | 9   | 6   | 1   | 8   | 3   | 4   | 220    |
| 3                                   | Walid Khan          | KTM RC390R         | Freudenberg KTM World SSP Team             |     |     | 3   | 1   | 1   | 8   | 4   | DNF | 8   | 5   | 2   | 2   | 5   | 1   | 189    |
| 4                                   | Lennox Lehmann      | KTM RC390R         | Freudenberg KTM World SSP Team             | 1   | DNF |     |     | 3   | 5   | 2   | 1   | 3   | 3   | 3   | DNF |     |     | 155    |
| 5                                   | Scott Deroue        | KTM RC390R         | Freudenberg KTM World SSP Team             | DNF | 2   | 1   | DNF |     |     |     |     | 2   | 2   | 4   | 1   | 4   | 10  | 152    |
| 6                                   | Thom Molenaar       | Kawasaki Ninja 400 | Molenaar Racing                            | 4   | 6   | 9   | 5   | 9   | 11  | 11  | 5   | 4   | DNF | 11  | 5   | 8   | 9   | 118    |
| 7                                   | Máté Számadó        | Kawasaki Ninja 400 | Hungarian Racing Engineering Team          | 11  | DNF | 5   | 3   | 5   | 2   | 8   | 3   | 19  | 8   | 7   | 9   |     |     | 113    |
| 8                                   | Jorke Erwig         | Kawasaki Ninja 400 | Kawasaki Weber Motos Racing                | DNF | 3   | 8   | 4   | DSQ | 6   | 7   | DNF | 13  | 11  | 14  | 4   | 12  | 7   | 97     |
| 9                                   | Troy Beinlich       | Kawasaki Ninja 400 | Roto-Store BRT VITORI                      | 5   | 5   | 4   | 21  | 8   | 8   | 5   | 4   | 14  | 14  | 13  | 13  | 11  | 15  | 97     |
| 10                                  | Oliver Svendsen     | Kawasaki Ninja 400 | Füsport - RT Motorsports by SKM - Kawasaki | 12  | 10  | 13  | 6   | 7   | 21  | 6   | DNF | 11  | 9   | 6   | DNF | 6   | 6   | 89     |
| 11                                  | Sven Doornenbal     | Kawasaki Ninja 400 | Molenaar Racing                            | 6   | DNF | 7   | DNF | 10  | 13  | 14  | 8   | 10  | 10  | 10  | 16  | 10  | 5   | 79     |
| 12                                  | Ferre Fleerackers   | Kawasaki Ninja 400 | B.art Racing Team                          | DNF | DNF | 14  | 8   | DNF | 10  | 10  | 12  | 7   | 12  | 9   | 6   | 7   | 8   | 77     |
| 13                                  | Max Zachmann        | Kawasaki Ninja 400 |                                            | 7   | 9   | 12  | 9   | 11  | 18  | 13  | 9   | 18  | 21  | 15  | 12  | 9   | 11  | 60     |
| 14                                  | Dirk Geiger         | Kawasaki Ninja 400 | Füsport - RT Motorsports by SKM - Kawasaki |     |     |     |     |     |     |     |     | 1   | 1   | 8   | 9   | 1   | 3   | 56     |
| Gaststarter: Nicht punkteberechtigt |                     |                    |                                            |     |     |     |     |     |     |     |     |     |     |     |     |     |     |        |
|                                     | Troy Alberto        | Kawasaki Ninja 400 | Füsport - RT Motorsports by SKM - Kawasaki |     |     |     |     | 6   | 3   |     |     |     |     |     |     |     |     |        |
|                                     | Juan Antonio Conesa | Kawasaki Ninja 400 | MTM Kawasaki                               |     |     |     |     |     |     |     |     | 5   | 4   |     |     |     |     |        |

| Farbe         | Bedeutung                               |
| ------------- | --------------------------------------- |
| Gold          | Sieger                                  |
| Silber        | 2. Platz                                |
| Bronze        | 3. Platz                                |
| Grün          | Platzierung in den Punkten              |
| Blau          | Klassifiziert außerhalb der Punkteränge |
| Violett       | Rennen nicht beendet (DNF)              |
| Violett       | nicht klassifiziert (NC)                |
| Rot           | nicht qualifiziert (DNQ)                |
| Schwarz       | disqualifiziert (DSQ)                   |
| Weiß          | nicht am Start (DNS)                    |
| Weiß          | zurückgezogen (WD)                      |
| Weiß          | Rennen abgesagt (C)                     |
| ohne Farbe    | nicht am Training teilgenommen (DNP)    |
| ohne Farbe    | verletzt oder krank (INJ)               |
| ohne Farbe    | ausgeschlossen (EX)                     |
| ohne Farbe    | nicht erschienen (DNA)                  |
| fett          | Pole-Position                           |
| kursiv        | Schnellste Rennrunde                    |
| unterstrichen | WM-Führung                              |
| hochgestellt  | Platzierung im Sprintrennen             |

Anmerkungen
1. ↑  Geiger bestritt Assen noch als Gaststarter und ging aus diesem Grund bei jenem Rennwochenende nicht in die Wertung ein.

### Konstrukteurswertung
| 1 | KTM      | 570 |
| 2 | Kawasaki | 443 |
| 3 | Yamaha   | 82  |

## Gespanne

### Wissenswertes
- Die Startaufstellung für das zweite Rennen ergibt sich aus dem Zieleinlauf des ersten Rennen.

### Rennergebnisse
|   | Datum  | Strecke           | Pole-Position                   | Lauf | Platz 1                         | Platz 2                         | Platz 3                              | Schn. Rennrunde                 | Gesamtführung                |
| - | ------ | ----------------- | ------------------------------- | ---- | ------------------------------- | ------------------------------- | ------------------------------------ | ------------------------------- | ---------------------------- |
| 1 | 07.05. | Lausitzring       | Markus Schlosser / Marcel Fries | 1    | Markus Schlosser / Marcel Fries | Tim Reeves / Kevin Rousseau     | Josef Sattler / Luca Schmidt         | Markus Schlosser / Marcel Fries | Tim Reeves / Kevin Rousseau  |
| 1 | 08.05. | Lausitzring       | Markus Schlosser / Marcel Fries | 2    | Markus Schlosser / Marcel Fries | Tim Reeves / Kevin Rousseau     | Josef Sattler / Luca Schmidt         | Markus Schlosser / Marcel Fries | Tim Reeves / Kevin Rousseau  |
| 2 | 25.06. | Autodrom Most     | Tim Reeves / Kevin Rousseau     | 1    | Tim Reeves / Kevin Rousseau     | Josef Sattler / Luca Schmidt    | Peter Kirmeswenger / Ondřej Sedláček | Tim Reeves / Kevin Rousseau     | Tim Reeves / Kevin Rousseau  |
| 2 | 26.06. | Autodrom Most     | Tim Reeves / Kevin Rousseau     | 2    | Tim Reeves / Kevin Rousseau     | Josef Sattler / Luca Schmidt    | Peter Kirmeswenger / Ondřej Sedláček | Tim Reeves / Kevin Rousseau     | Tim Reeves / Kevin Rousseau  |
| 3 | 23.07. | Schleizer Dreieck | Tim Reeves / Kevin Rousseau     | 1    | Bennie Streuer / Kevin Kölsch   | Tim Reeves / Kevin Rousseau     | Markus Schlosser / Marcel Fries      | Bennie Streuer / Kevin Kölsch   | Tim Reeves / Kevin Rousseau  |
| 3 | 24.07. | Schleizer Dreieck | Bennie Streuer / Kevin Kölsch   | 2    | Tim Reeves / Kevin Rousseau     | Bennie Streuer / Kevin Kölsch   | Markus Schlosser / Marcel Fries      | Markus Schlosser / Marcel Fries | Tim Reeves / Kevin Rousseau  |
| 4 | 03.09. | Red Bull Ring     | Tim Reeves / Kevin Rousseau     | 1    | Tim Reeves / Kevin Rousseau     | Ben Birchall / Tom Birchall     | Pekka Päivärinta / Ilse de Haas      | Tim Reeves / Kevin Rousseau     | Tim Reeves / Kevin Rousseau  |
| 4 | 04.09. | Red Bull Ring     | Tim Reeves / Kevin Rousseau     | 2    | Ben Birchall / Tom Birchall     | Pekka Päivärinta / Ilse de Haas | Josef Sattler / Luca Schmidt         | Ben Birchall / Tom Birchall     | Tim Reeves / Kevin Rousseau  |
| 5 | 24.09. | Hockenheim        | Bennie Streuer / Kevin Kölsch   | 1    | Bennie Streuer / Kevin Kölsch   | Pekka Päivärinta / Ilse de Haas | Markus Schlosser / Marcel Fries      | Markus Schlosser / Marcel Fries | Tim Reeves / Kevin Rousseau  |
| 5 | 25.09. | Hockenheim        | Bennie Streuer / Kevin Kölsch   | 2    | Markus Schlosser / Marcel Fries | Pekka Päivärinta / Ilse de Haas | Bennie Streuer / Kevin Kölsch        | Markus Schlosser / Marcel Fries | Josef Sattler / Luca Schmidt |
| 6 | 01.10. | Oschersleben      | Pekka Päivärinta / Ilse de Haas | 1    | Tim Reeves / Kevin Rousseau     | Josef Sattler / Luca Schmidt    | Juni Manninen / Tero Manninen        | Tim Reeves / Kevin Rousseau     | Josef Sattler / Luca Schmidt |
| 6 | 02.10. | Oschersleben      | Tim Reeves / Kevin Rousseau     | 2    | Tim Reeves / Kevin Rousseau     | Josef Sattler / Luca Schmidt    | Pekka Päivärinta / Ilse de Haas      | Tim Reeves / Kevin Rousseau     | Josef Sattler / Luca Schmidt |

### Fahrerwertung
| Pos.                                | Fahrer             | Beifahrer              | Motorrad              | Team                              | LAU | LAU | MOS | MOS | SCH | SCH | RBR | RBR | HOC | HOC | OSC | OSC | Gesamt |
| Pos.                                | Fahrer             | Beifahrer              | Motorrad              | Team                              | L1  | L2  | L1  | L2  | L1  | L2  | L1  | L2  | L1  | L2  | L1  | L2  | Gesamt |
| ----------------------------------- | ------------------ | ---------------------- | --------------------- | --------------------------------- | --- | --- | --- | --- | --- | --- | --- | --- | --- | --- | --- | --- | ------ |
| 1                                   | Josef Sattler      | Luca Schmidt           | Adolf RS F 600        | Bonovo Action                     | 3   | 3   | 2   | 2   | 4   | 4   | 4   | 3   | 4   | 4   | 2   | 2   | 173    |
| 2                                   | Tim Reeves         | Kevin Rousseau         | Adolf RS Sidecar      | Bonovo Action / Tim Reeves Racing | 2   | 2   | 1   | 1   | 2   | 1   | 1   | DNF | DNS | 8   | 1   | 1   | 168,5  |
| 3                                   | Pekka Päivärinta   | Ilse de Haas           | LCR-F1                | Päivärinta / de Haas              |     |     |     |     | 5   | 5   | 3   | 2   | 2   | 2   | DNF | 3   | 113    |
| 4                                   | Max Zimmermann     | Ronja Mahl             | LCR-F1                | Team Zimmermann                   | 4   | 4   | 6   | 6   | 14  | DNF | 6   | 5   | 5   | 5   | 5   | 8   | 98     |
| 5                                   | Peter Kirmeswenger | Ondřej Sedláček        | LCR-F1                | SRT#11 MRSC Gunskirchen           | 6   | 8   | 3   | 3   | 8   | 7   | 5   | 6   | 7   | 10  | 5   | 8   | 86     |
| 6                                   | Eero Pärm          | Lauri Lipstok          | LCR-F1                | Pärm Racing Team                  | 5   | 6   | 7   | 7   | 12  | 9   | 11  | 9   | 6   | 7   | 4   | 6   | 85     |
| 7                                   | Janez Remše        | Manfred Wechselberger  | Adolf RS-Yamaha       | Pärm Racing Team                  | DNF | DNF | 5   | 4   | 8   | 7   | 7   | 7   | 8   | 6   | 6   | 5   | 83,5   |
| 8                                   | Lennard Göttlich   | Uwe Neubert            | Adolf RS F1           | Bonovo Action Junior Team         | 11  | 5   | 4   | 5   | 7   | DNF | 8   | 4   | 9   | WD  | 7   | 7   | 75,5   |
| 9                                   | Jakob Rutz         | Tero Manninen          | LCR-Yamaha            | Sidecar Racing Team Rutz          | 9   | 7   | 9   | 9   | 13  | 12  | 10  | 11  | 10  | 11  | 8   | 9   | 58     |
| 10                                  | Wiggert Kranenburg | Denise Kartheininger   | RCN Sidecar F1        | RCN Factory Racing                | 10  | 9   |     |     |     |     |     |     |     |     |     |     | 41,5   |
| 10                                  | Wiggert Kranenburg | Jermaine van Middegaal | RCN Sidecar F1        | RCN Factory Racing                |     |     |     |     | 11  | 11  | 9   | 9   | DNF | 9   | 10  | DNF | 41,5   |
| 11                                  | Markus Schwegler   | Ondrej Kopecky         | LCR-F1                | Team Königswartha                 | 8   | DNF | 8   | 8   |     |     |     |     |     |     |     |     | 38     |
| 11                                  | Markus Schwegler   | Markus Billich         | LCR-F1                | Team Königswartha                 |     |     |     |     | 9   | 10  | 12  | 8   | DNS | WD  | INJ | INJ | 38     |
| 12                                  | Wout Vermeule      | Jarno Bouius           | Adolf-RS F 600        | Sidecar Racing Team Rutz          | 7   | DNF |     |     |     |     |     |     |     |     |     |     | 5      |
| Gaststarter: Nicht punkteberechtigt |                    |                        |                       |                                   |     |     |     |     |     |     |     |     |     |     |     |     |        |
|                                     | Markus Schlosser   | Marcel Fries           | LCR-F1                | Team Schlosser                    | 1   | 1   |     |     | 3   | 3   |     |     | 3   | 1   |     |     |        |
|                                     | Bennie Streuer     | Kevin Kölsch           | ASR                   | Bonovo Action Team Streuer        |     |     |     |     | 1   | 2   |     |     | 1   | 3   |     |     |        |
|                                     | Ben Birchall       | Tom Birchall           | LCR-Honda             | Birchall Racing                   |     |     |     |     |     |     | 2   | 1   |     |     |     |     |        |
|                                     | Juni Manninen      | Tero Manninen          | LCR-Yamaha Sidecar F1 | Manninen                          |     |     |     |     |     |     |     |     |     |     | 3   | 4   |        |
|                                     | Enrico Wirth       | Leo Lüttke             | LCR-Yamaha Sidecar F1 | Zweirad Wirth                     |     |     |     |     | 6   | 6   |     |     |     |     |     |     |        |
|                                     | Rogier Weekers     | Remco Moes             | R&R F1                | R&R Racing                        |     |     |     |     |     |     |     |     |     |     | 9   | 10  |        |

| Farbe         | Bedeutung                               |
| ------------- | --------------------------------------- |
| Gold          | Sieger                                  |
| Silber        | 2. Platz                                |
| Bronze        | 3. Platz                                |
| Grün          | Platzierung in den Punkten              |
| Blau          | Klassifiziert außerhalb der Punkteränge |
| Violett       | Rennen nicht beendet (DNF)              |
| Violett       | nicht klassifiziert (NC)                |
| Rot           | nicht qualifiziert (DNQ)                |
| Schwarz       | disqualifiziert (DSQ)                   |
| Weiß          | nicht am Start (DNS)                    |
| Weiß          | zurückgezogen (WD)                      |
| Weiß          | Rennen abgesagt (C)                     |
| ohne Farbe    | nicht am Training teilgenommen (DNP)    |
| ohne Farbe    | verletzt oder krank (INJ)               |
| ohne Farbe    | ausgeschlossen (EX)                     |
| ohne Farbe    | nicht erschienen (DNA)                  |
| fett          | Pole-Position                           |
| kursiv        | Schnellste Rennrunde                    |
| unterstrichen | WM-Führung                              |
| hochgestellt  | Platzierung im Sprintrennen             |

## Rahmenrennen
- Im Rahmen der Internationalen Deutschen Motorradmeisterschaft 2022 finden Läufe zum Twin-Cup, dem Pro Superstock Cup, dem Austrian Junior Cup, dem Yamaha R3 bLU cRU Cup und dem Northern Talent Cup statt.